# Gornjane
Gornjane (Servisch cyrillisch Горњане) is een plaats in de Servische gemeente Bor. De plaats telt 1114 inwoners (2002).